# Bolsa de Bilbao
La Bolsa de Bilbao (España) es una bolsa de valores definida como mercado secundario oficial, destinado a la negociación en exclusiva de las acciones y valores convertibles o que otorguen derecho de adquisición o suscripción. La Bolsa de Bilbao es una de las cuatro Bolsas existentes en España, junto con la Bolsa de Madrid, Bolsa de Barcelona y Bolsa de Valencia. Desde el año 2002 la Bolsa de Bilbao forma parte de Bolsas y Mercados Españoles (BME), sociedad que agrupa a las cuatro Bolsas de España.

## Historia
La Bolsa de Bilbao se constituyó el 21 de julio de 1890. En 1891, en los bajos del Teatro Arriaga se celebraron las primeras sesiones de la Bolsa de Bilbao. Desde el año 1905 la Bolsa de Bilbao se ubica en el edificio al que da nombre, en el distrito bilbaíno de Abando, frente a la estación principal de trenes de la ciudad. La Bolsa contribuyó de forma decisiva en el despegue económico de la ciudad durante el siglo XX, haciendo de Bilbao uno de los principales centros de negocios de toda España. En 1989 se constituyó la Sociedad Rectora de la Bolsa de Valores de Bilbao, y en ese mismo año se creó la Sociedad Promotora Bilbao Plaza Financiera con el objeto de desarrollar proyectos y actividades para la potenciación de la Bolsa de Bilbao y su entorno financiero, centrándose en la búsqueda de nuevas oportunidades de negocio para el desarrollo de Bilbao como plaza financiera de primer orden, así como en el fomento de la cultura económica y bursátil en Bilbao, organizando y colaborando en numerosas acciones formativas.
En el año 2002 se convirtió en una sociedad filial de Bolsas y Mercados Españoles, tras la creación de esta sociedad agrupando a las cuatro bolsas españolas.
Actualmente la Bolsa de Bilbao sigue estando plenamente operativa, aunque tras la digitalización que han sufrido los mercados de valores se ha perdido su bullicio característico en el parqué. A día de hoy se puede visitar el antiguo parqué bursátil durante la semana, además de albergar diversas conferencias con fines divulgativos y existe la posibilidad de realizar visitas formativas a grupos de escolares por el edificio previa reserva.

## Funcionamiento
Según la Ley del Mercado de Valores (LMV), "Son mercados secundarios oficiales de valores aquellos que funcionen regularmente, conforme a lo prevenido en esta Ley y en sus normas de desarrollo, y, en especial, en lo referente a las condiciones de acceso, admisión a negociación, procedimientos operativos, información y publicidad."
En la práctica, los emisores de renta variable acuden a la Bolsa también como mercado primario donde formalizar sus ofertas de venta de acciones o ampliaciones de capital. Asimismo, también se contrata en Bolsa la renta fija, tanto deuda pública como privada.